# 圣伯多禄圣殿主教座堂 (安大略省伦敦)
圣伯多禄圣殿主教座堂（St. Peter's Cathedral Basilica）是罗马天主教宗座圣殿、天主教伦敦教区的主教座堂，位于加拿大安大略省伦敦Dufferin大道196号。

## 历史

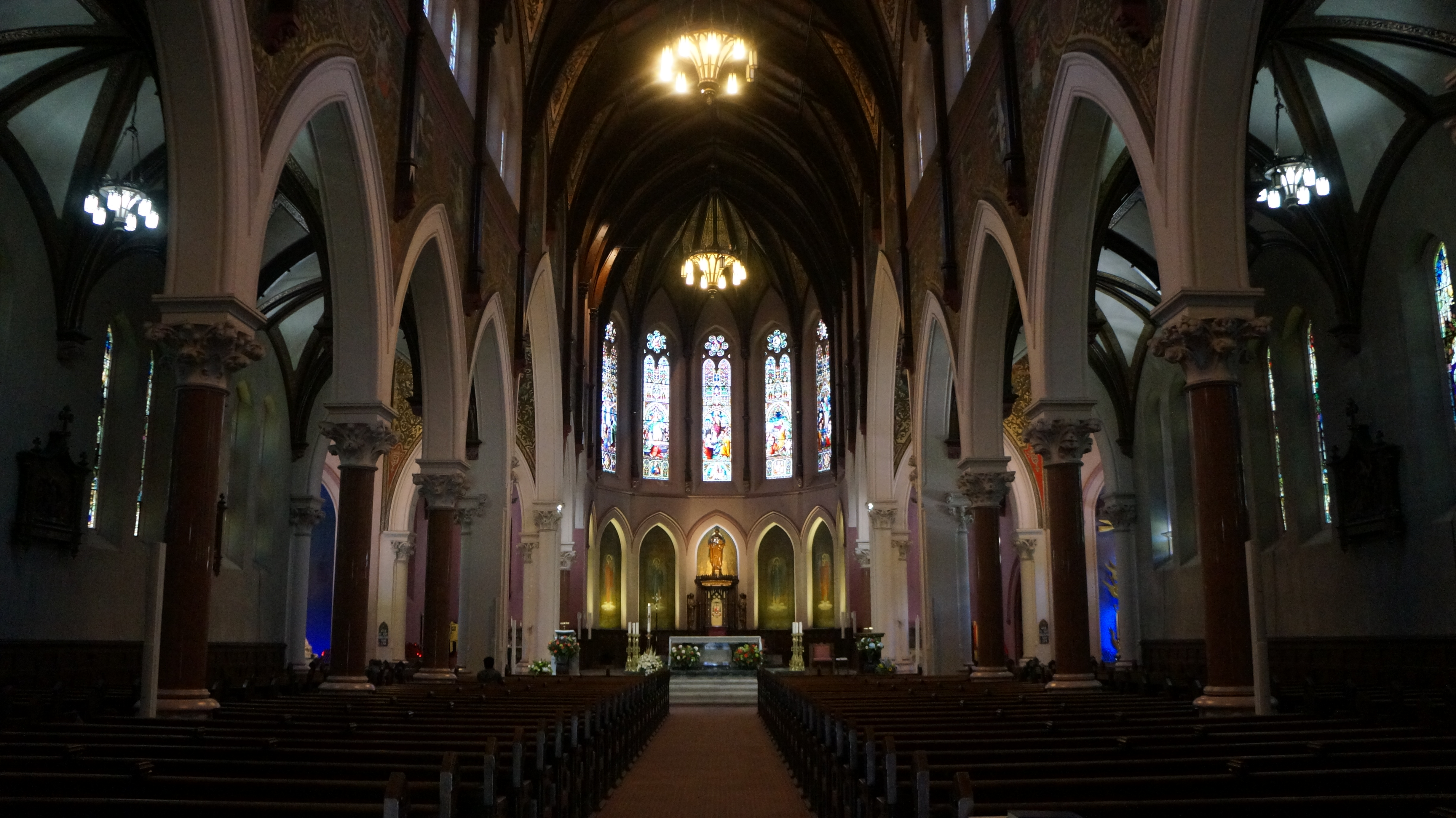
内部

该堂始建于1834年。最初供奉圣老楞佐，容纳180人。1845年旧堂被大火烧毁。第二座教堂又在1850年烧毁。第三座教堂改为砖砌，在1851年6月29日奠基。
伦敦教区成立于1856年，伯多禄主教将堂名改为圣伯多禄。1859年，主教将座堂迁往温莎，直到1868年起继任者又将座堂迁回伦敦。
主教聘请约瑟夫·康纳利为建筑师，于1880年7月动工。建筑采用13世纪法国哥特复兴风格，建于1880-1885年。1885年6月28日献堂。1889年增加了花窗玻璃。内部装饰到1926年才完成。
1958年，增加了双塔、花窗玻璃以及内部的装饰和绘画。1961年12月31日教宗若望二十三世将其升格为宗座圣殿。